# Фордсвілл (Кентуккі)
Фордсвілл (англ. Fordsville) — місто (англ. city) в США, в окрузі Огайо штату Кентуккі. Населення — 446 осіб (2020).

## Географія
Фордсвілл розташований за координатами 37°38′5″ пн. ш. 86°43′6″ зх. д. / 37.63472° пн. ш. 86.71833° зх. д. (37.634843, -86.718345).  За даними Бюро перепису населення США в 2010 році місто мало площу 1,16 км², з яких 1,16 км² — суходіл та 0,00 км² — водойми.

## Демографія
Згідно з переписом 2010 року, у місті мешкали 524 особи в 193 домогосподарствах у складі 109 родин. Густота населення становила 451 особа/км².  Було 231 помешкання (199/км²).
Расовий склад населення:
| - 97,7 % — білих - 1,1 % — чорних або афроамериканців |

До двох чи більше рас належало 1,0 %. Частка іспаномовних становила 1,0 % від усіх жителів.
За віковим діапазоном населення розподілялося таким чином: 25,8 % — особи молодші 18 років, 51,1 % — особи у віці 18—64 років, 23,1 % — особи у віці 65 років та старші. Медіана віку мешканця становила 41,5 року. На 100 осіб жіночої статі у місті припадало 87,8 чоловіків;  на 100 жінок у віці від 18 років та старших — 80,1 чоловіків також старших 18 років.
Середній дохід на одне домашнє господарство  становив 41 633 долари США (медіана — 23 750), а середній дохід на одну сім'ю — 58 733 долари (медіана — 48 750). Медіана доходів становила 49 583 долари для чоловіків та 15 536 доларів для жінок. За межею бідності перебувало 27,2 % осіб, у тому числі 33,1 % дітей у віці до 18 років та 33,9 % осіб у віці 65 років та старших.
Цивільне працевлаштоване населення становило 164 особи. Основні галузі зайнятості: виробництво — 41,5 %, освіта, охорона здоров'я та соціальна допомога — 20,1 %, роздрібна торгівля — 7,9 %, сільське господарство, лісництво, риболовля — 6,7 %.